# 제이엘케이
제이엘케이(JLK)는 대한민국의 AI 기반 의료 헬스케어 솔루션 기업이다.

## 투자
2019년 200억원 규모의 프리IPO에 KB인베스트먼트, KTB네트워크, 파인벨류자산운용 등이 투자하였다. 본사는 서울특별시 강남구 테헤란로 33길 5에 위치해 있으며 대표이사는 김동민이다.
2014년에 설립되었다.

## 뇌졸중 석학 vs 인공지능 대결
2024년 10월 11일, 제이엘케이는 세계 뇌졸중 석학들과 자사의 인공지능 기술의 성능을 비교하는 ‘제1회 뇌졸중 AI 국제 검증 세미나’를 개최했다. 하버드, 엠디엔더슨, 일본국립심뇌혈관 센터 등 저명한 교수진이 대결에 참여했다. 블라인드 처리된 40개의 고난도 환자 영상 케이스를 통해 환자의 초단기 예후를 예측하는 방식으로 진행되었으며 대결 결과, 인공지능은 의료진의 평균을 능가했다. 또한, 진단 속도 면에서는 인공지능이 12분 4초를 기록하며 평균 45분 43초가 걸린 의료진을 압도적으로 앞섰다. 제이엘케이의 인공지능 솔루션이 실제 임상 환경에서 빠르고 정확하게 진단할 수 있는 우수한 기술력을 갖추고 있음을 객관적으로 입증하는 계기가 되었다.

## 참고문헌
1. ↑  제이엘케이인스펙션, pre-IPO "200억 투자유치", 바이오스펙테이터, 2019-04-19
2. ↑  윤종학 (2020년 3월 19일). “제이엘케이인스펙션 데이타솔루션, 인공지능 확대정책에 수혜 부풀어”. 2025년 8월 4일에 확인함.
3. ↑  뉴시스 (2024년 10월 14일). “제이엘케이, 뇌졸중 석학 vs 인공지능 대결 'AI 판정승'”. 2025년 8월 4일에 확인함.